# Marko Batina
Marko Batina (Visoko, 13. ožujka 1986.) je hrvatski profesionalni košarkaš. Igra na poziciji bek šutera, a trenutačno je član košarkaškog kluba Split.

## Karijera
Karijeru je započeo u Hermes Analitici, zajedno sa svojim današnjim suigračem Stipanovićem. Početkom sezone 2007./08. odlazi na probu u Split, ali ne prolazi i vraća se u Zagreb. Na početku sezone 2008./09. trebao se pridružiti Bosni, no klub taj transfer stopira i suspendira ga. Iako je najavljivano da će ostati u Zagrebu, klub ga je ipak na kraju pustio u Split. Potpisao je ugovor na 3 i pol godine, a u upravi Splita vjeruju da bi u budućnosti mogao biti vrlo važan igrač njihove momčadi.

## Vanjske poveznice
- Profil na NLB.com